# Germán Valdés
Germán Genaro Cipriano Gómez Valdés Castillo (* 19. September 1915 in Mexiko-Stadt; † 27. Juni 1973 ebd.), bekannt als Tin Tan, war ein mexikanischer Schauspieler.

## Leben und Wirken
Valdés wuchs in Ciudad Juarez auf und arbeitete dort beim örtlichen Rundfunk. Mit dem Impresario Paco Miller kam er nach Mexiko-Stadt und erhielt 1943 eine kleine Rolle in René Cardonas Film Hotel de Verano. Im Folgejahr wirkte er in der mexikanisch-amerikanischen Produktion Song of Mexico mit und drehte dann fünf Filme mit dem Regisseur Humberto Gómez Landero. Seinen Durchbruch als Komiker hatte er in Gilberto Martínez Solares’ Film Calabacitas tiernas (1949).
Er arbeitete dann mit bedeutenden mexikanischen Komikern wie Marcelo Chávez, Famie Kauffmann und José René Ruiz Martínez (Tun Tun) zusammen und spielte in dem mexikanischen Filmklassiker También de dolor se canta an der Seite von Pedro Infante. In den 1960er Jahren gelangen ihm überzeugende Leistungen als Synchronsprecher in den Disney-Produktionen The Jungle Book und The Aristocats.
Valdés hatte acht Geschwister. Seine Brüder Ramón Valdés und Manuel Valdés (El Loco) wurden gleichfalls als Komiker bekannt. Letzterer war der Vater des Sängers Cristian Castro. Auch seine Tochter Rosalía Valdés wurde in den  1980er Jahren als Sängerin bekannt.